# Wairarapa

O distrito eleitoral de Wairarapa, em 2014

Wairarapa é uma região geográfica da Nova Zelândia. Ocupa a porção sudeste da Ilha do Norte, a leste da região metropolitana de Wellington e sudoeste da região da Baía de Hawke. Deve o seu nome ao lago Wairarapa.